# Entrelazado (mapas de bits)

Entrelazado que usa el Algoritmo Adam7 de una imagen de 16×16.

Entrelazado (del inglés: Interlacing o interleaving) es un método de codificación para imágenes en mapa de bits concebido para que, en conexiones lentas, lo primero que se visualice sea una copia completa  de la imagen aunque degradada. De este modo el usuario puede decidir más rápidamente si aborta la descarga o espera hasta que su visualización sea totalmente nítida. Esto suele ser preferible a que la imagen se cargue a intervalos pequeños aunque estos sean en su máxima resolución.
Los siguientes formatos, cuando tienen la opción, soportan el entrelazado:
- GIF Se almacena entrelazando las líneas en el siguiente orden 0, 8, 16, ...(8n), 4, 12, ...(8n+4), 2, 6, 10, 14, ...(4n+2), 1, 3, 5, 7, 9, ...(2n+1).
- PNG entrelaza haciendo uso del algoritmo Adam7, el cual hace el entrelazado en dos direcciones, vertical y horizontal.
- TGA hace uso de dos algoritmos opcionales de entrelazado. Two-way: 0, 2, 4, ...(2n), 1, 3, ...(2n+1) y four-way: 0, 4, 8, ...(4n), 1, 5, ...(4n+1), 2, 6, ...(4n+2), 3, 7, ...(4n+3).
- JPEG, JPEG 2000, y JPEG XR en realidad usa una frecuencia jerárquica de descomposición en lugar de un entrelazado del valor de los píxeles
- PGF También hace uso de una frecuencia de descomposición.
- FLIF (Free Lossless Image Format)

El Entrelazado es una forma de decodificación gradual ya que la imagen puede ser descargada gradualmente. Otra forma de decodificación gradual es el Escaneo progresivo. En el escaneo progresivo la carga de la imagen es descodificada en cuadros completos, en vez de lineas de escaneo, haciéndose más nítida. La principal diferencia entre el entrelazado de mapas de bits y de vídeos es que incluso mapas de bits progresivos pueden ser cargados en múltiples frames.
Por ejemplo: Un GIF entrelazado es una imagen GIF que parece llegar a tu pantalla como una imagen que pasa lentamente a través de una persiana. Un bosquejo difuso de la imagen es gradualmente reemplazada por siete sucesivas olas de bits que van rellenando las líneas que faltan hasta que la imagen se ve en su resolución óptima.
Los gráficos entrelazados fueron ampliamente utilizados en el diseño web y antes que eso en la distribución de archivos gráficos a través del Bulletin Board System y otros métodos de comunicación de baja velocidad. Sin embargo hoy en día su utilización es mucho menos común. El incremento en las velocidades de conexión permite la carga de múltiples imágenes que el usuario puede ver casi instantáneamente y el entrelazado, en realidad, no es un buen método para codificar imágenes.
El Entrelazado ha sido criticado porque no resulta claro para el usuario cuándo la imagen ha finalizado su carga total a diferencia de las imágenes no-entrelazadas donde el progreso es evidente (hay vacíos donde faltan datos).